# Джон Ландау
Джон Ландау (англ. Jon Landau; 23 липня 1960, Нью-Йорк, США — 5 липня 2024) — американський кінопродюсер.
Ландау народився в Нью-Йорку, його батько Еді і мати Елі також були продюсерами, мати була німецького походження. Ландау навчався а Американській школі кінематографічних мистецтв в Лос-Анджелесі. На початку 90-х рр. був віце-президентом компанії 20th Century Fox.
Джон Ландау найбільш відомий за продюсуванням двох найкасовіших фільмів в історії: "Титанік" (1997) і "Аватар" (2009), обидва режисера Джеймса Камерона. За "Титанік" він був нагороджений премією Оскар та Золотий глобус, а за "Аватар" отримав Золотий глобус та номінацію на Оскар.
Помер 5 липня 2024 року в Лос Анджелесі у віці 63 років.

## Фільмографія
- 1987: Campus Man — продюсер
- 1989: Люба, я зменшив дітей / Honey, I Shrunk the Kids — співпродюсер
- 1990: Дік Трейсі / Dick Tracy — співпродюсер
- 1997: Титанік / Titanic — продюсер разом з Джеймсом Камероном
- 2002: Соляріс / Solaris — продюсер разом з Джеймсом Камероном
- 2009: Аватар / Avatar — продюсер разом з Джеймсом Камероном
- 2019: Аліта: Бойовий ангел / Alita: Battle Angel — продюсер разом з Джеймсом Камероном
- 2022: Аватар 2 / Avatar 2 — продюсер разом з Джеймсом Камероном
- 2025: Аватар 3 / Avatar 3 — продюсер разом з Джеймсом Камероном
- TBA: Аватар 4 / Avatar 4 — продюсер разом з Джеймсом Камероном

## Нагороди
- Florida Film Critics Circle Award — Титанік — 1997
- Золотий глобус — Титанік — 1997
- MTV Movie Awards — Титанік — 1997
- Оскар — Титанік — 1997
- Producers Guild of America Award: Producer of the Year — Титанік — 1997
- People's Choice Awards — Титанік — 1997
- Золотий глобус — Аватар — 2009